# Campionati europei di atletica leggera 2022 - Lancio del giavellotto femminile
La specialità della lancio del giavellotto femminile dei campionati europei di atletica leggera 2022 si è svolta tra il 18 e il 20 agosto all'Olympiastadion di Monaco di Baviera, in Germania.

## Podio
| Pos.    | Atleta            | Nazione   | Misura  |
| ------- | ----------------- | --------- | ------- |
| Oro     | Elina Tzengko     | Grecia    | 65,81 m |
| Argento | Adriana Vilagoš   | Serbia    | 62,01 m |
| Bronzo  | Barbora Špotáková | Rep. Ceca | 60,68 m |

## Record
Prima di questa competizione, il record del mondo (RM), il record europeo (EU) ed il record dei campionati (RC) sono i seguenti:
| Record                | Prestazione | Atleta                      | Data                                  | Competizione |
| --------------------- | ----------- | --------------------------- | ------------------------------------- | ------------ |
| Record mondiale       | 72,98 m     | Barbora Špotáková Rep. Ceca | 13 settembre 2008 Stoccarda, Germania |              |
| Record europeo        | 72,98 m     | Barbora Špotáková Rep. Ceca | 13 settembre 2008 Stoccarda, Germania |              |
| Record dei campionati | 67,90 m     | Christin Hussong Germania   | 10 agosto 2018 Berlino, Germania      | Europei 2018 |

### Campione in carica
La campionessa europea in carica era prima della manifestazione sportiva:
| Campione | Nazione                   | Prestazione | Data                             | Competizione |
| -------- | ------------------------- | ----------- | -------------------------------- | ------------ |
| Europeo  | Christin Hussong Germania | 67,90 m     | 10 agosto 2018 Berlino, Germania | Europei 2018 |

### La stagione
Prima di questa gara, gli atleti con le migliori tre prestazioni dell'anno erano:
| Pos. | Nazione                          | Prestazione | Data                                    |
| ---- | -------------------------------- | ----------- | --------------------------------------- |
| 1    | Tatsiana Khaladovich Bielorussia | 66,19 m     | 13 luglio 2022 Brest, Bielorussia       |
| 2    | Elina Tzengko Grecia             | 65,40 m     | 31 maggio 2022 Ostrava, Repubblica Ceca |
| 3    | Christin Hussong Germania        | 64,87 m     | 2 giugno 2022 Eisenstadt, Austria       |

## Risultati

### Qualificazione
Si qualificano alla finale le atlete che lanciano 61,00 m (Q) o le dodici migliori misure (q).
| Pos | Gruppo | Atleta             | Nazionalità   | 1ª prova | 2ª prova | 3ª prova | Risultato | Note |
| --- | ------ | ------------------ | ------------- | -------- | -------- | -------- | --------- | ---- |
| 1   | A      | Liveta Jasiūnaitė  | Lituania      | 56.12    | 61.85    | -        | 61.85     | Q    |
| 2   | A      | Elina Tzengko      | Grecia        | 57.20    | 61.28    | -        | 61.28     | Q    |
| 3   | B      | Barbora Špotáková  | Rep. Ceca     | 56.36    | 60.75    | -        | 60.75     | q    |
| 4   | B      | Madara Palameika   | Lettonia      | 54.18    | 60.56    | 57.96    | 60.56     | q,   |
| 5   | A      | Victoria Hudson    | Austria       | X        | 60.49    | -        | 60.49     | q    |
| 6   | A      | Annika Marie Fuchs | Germania      | 53.76    | 54.03    | 59.90    | 59.90     | q    |
| 7   | B      | Martina Ratej      | Slovenia      | 55.06    | 58.86    | -        | 58.86     | q,   |
| 8   | B      | Nikola Ogrodníková | Rep. Ceca     | X        | 57.82    | 57.76    | 57.82     | q    |
| 9   | B      | Adriana Vilagoš    | Serbia        | X        | X        | 57.70    | 57.70     | q    |
| 10  | A      | Līna Mūze          | Lettonia      | 56.60    | 56.67    | 57.69    | 57.69     | q    |
| 11  | A      | Nikol Tabačková    | Rep. Ceca     | 50.75    | 55.84    | 57.54    | 57.54     | q    |
| 12  | B      | Réka Szilágyi      | Ungheria      | 53.45    | 57.40    | X        | 57.40     | q    |
| 13  | A      | Hanna Hatsko       | Ucraina       | 54.22    | 57.39    | 55.20    | 57.39     |      |
| 14  | B      | Sara Kolak         | Croazia       | 57.31    | X        | X}       | 57.31     |      |
| 15  | B      | Eda Tuğsuz         | Turchia       | X        | X        | 56.33    | 56.33     |      |
| 16  | B      | Arantza Moreno     | Spagna        | 54.87    | 56.02    | X        | 56.02     |      |
| 17  | B      | Lea Wipper         | Germania      | 51.51    | 53.58    | 55.07    | 55.07     |      |
| 18  | B      | Gedly Tugi         | Estonia       | 54.38    | X        | 52.89    | 54.38     |      |
| 19  | A      | Bekah Walton       | Gran Bretagna | 54.20    | 49.53    | 49.67    | 54.20     |      |
| 20  | B      | Sanne Erkkola      | Finlandia     | 50.74    | 54.04    | X        | 54.04     |      |
| 21  | B      | Jana Marie Lowka   | Germania      | 52.85    | 52.66    | 52.98    | 52.85     |      |
| 22  | B      | Alizée Minard      | Francia       | 49.75    | X        | 52.50    | 52.50     |      |
| 23  | A      | Anni-Linnea Alanen | Finlandia     | 50.24    | 52.09    | 51.81    | 52.09     |      |

### Finale
| Pos     | Atleta             | Nazionalità | 1ª prova | 2ª prova | 3ª prova | 4ª prova | 5ª prova | 6ª prova | Risultato | Note                                     |
| ------- | ------------------ | ----------- | -------- | -------- | -------- | -------- | -------- | -------- | --------- | ---------------------------------------- |
| Oro     | Elina Tzengko      | Grecia      | 60.82    | 65.81    | -        | 59.40    | X        | 64.57    | 65.81     | Miglior prestazione personale            |
| Argento | Adriana Vilagoš    | Serbia      | 51.15    | 55.14    | 59.64    | 56.03    | 60.32    | 62.01    | 62.01     |                                          |
| Bronzo  | Barbora Špotáková  | Rep. Ceca   | 59.04    | 60.31    | X        | X        | 59.99    | 60.68    | 60.68     |                                          |
| 4       | Réka Szilágyi      | Ungheria    | 52.28    | 60.57    | 55.14    | X        | 56.29    | 57.29    | 60.57     | Miglior prestazione personale stagionale |
| 5       | Martina Ratej      | Slovenia    | 52.05    | 53.79    | 59.36    | X        | X        | 53.79    | 59.36     | Miglior prestazione personale stagionale |
| 6       | Liveta Jasiūnaitė  | Lituania    | 57.39    | 58.73    | 56.53    | 58.95    | X        | X        | 58.95     |                                          |
| 7       | Līna Mūze          | Lettonia    | 54.33    | 58.11    | 56.83    | 57.69    | X        | 55.02    | 58.11     |                                          |
| 8       | Nikol Tabačková    | Rep. Ceca   | 51.84    | 51.65    | 57.93    | X        | X        | X        | 57.93     |                                          |
| 9       | Madara Palameika   | Lettonia    | 56.55    | X        | X        |          |          |          | 56.55     |                                          |
| 10      | Victoria Hudson    | Austria     | 56.07    | X        | X        |          |          |          | 56.07     |                                          |
| 11      | Annika Marie Fuchs | Germania    | 52.80    | 54.52    | X        |          |          |          | 54.52     |                                          |
| 12      | Nikola Ogrodníková | Rep. Ceca   | 52.11    | X        | 54.48    |          |          |          | 54.48     |                                          |